# Гроесбек (Огайо)
Гроесбек (англ. Groesbeck) — переписна місцевість (CDP) в США, в окрузі Гамільтон штату Огайо. Населення — 7365 осіб (2020).

## Географія
Гроесбек розташований за координатами 39°13′45″ пн. ш. 84°35′49″ зх. д. / 39.22917° пн. ш. 84.59694° зх. д. (39.229225, -84.596975).  За даними Бюро перепису населення США в 2010 році переписна місцевість мала площу 7,63 км², уся площа — суходіл.

## Демографія
Згідно з переписом 2010 року, у переписній місцевості мешкало 6788 осіб у 2717 домогосподарствах у складі 1825 родин. Густота населення становила 890 осіб/км².  Було 2905 помешкань (381/км²).
Расовий склад населення:
| - 84,5 % — білих - 11,7 % — чорних або афроамериканців - 0,7 % — азіатів - 0,1 % — корінних американців |

До двох чи більше рас належало 2,5 %. Частка іспаномовних становила 1,4 % від усіх жителів.
За віковим діапазоном населення розподілялося таким чином: 24,4 % — особи молодші 18 років, 61,0 % — особи у віці 18—64 років, 14,6 % — особи у віці 65 років та старші. Медіана віку мешканця становила 38,9 року. На 100 осіб жіночої статі у переписній місцевості припадало 96,0 чоловіків;  на 100 жінок у віці від 18 років та старших — 90,0 чоловіків також старших 18 років.
Середній дохід на одне домашнє господарство  становив 67 140 доларів США (медіана — 53 268), а середній дохід на одну сім'ю — 76 256 доларів (медіана — 61 714). Медіана доходів становила 51 947 доларів для чоловіків та 40 013 долари для жінок. За межею бідності перебувало 14,9 % осіб, у тому числі 24,2 % дітей у віці до 18 років та 10,6 % осіб у віці 65 років та старших.
Цивільне працевлаштоване населення становило 3320 осіб. Основні галузі зайнятості: освіта, охорона здоров'я та соціальна допомога — 20,0 %, виробництво — 18,4 %, роздрібна торгівля — 17,1 %.